# ويليام فيليبس
وليام فيليبس (بالإنجليزية: William Daniel Phillips) عالم فيزياء أمريكي حاز على جائزة نوبل للفيزياء عام 1997 بالمشاركة مع ستيفن تشو، وكلود تانوجي عن ابتكاره التبريد بواسطة الليزر، وهي طريقة تعمل على خفض سرعة الذرات في الغازات لتحسين دراستهم .
ولد وليام فيليبس في 5 نوفمبر 1948 في مدينة ويلكز-بار بمقاطعة بنسلفانيا وكان والده من أصل إيطالي وأمه من أصل واليزي . حصل وليام فيليبس على الدكتوراة في الفيزياء من مهعد ماسيسيوشتس للتكنولوجيا.
كان موضوع الدكتوراه متعلق بتعيين العزم المغناطيسي للبروتون في جزيء الماء H2O . ثم قام بعد ذلك بدراسة مكثفة بوز-أينشتاين. وهو يعمل الآن استاذا بجامعة ماريلاند. في عام 1979، انضم ويليام فيليبس إلى الكنيسة الميثودية المتحدة في غايثرسبيرغ،
| "for development of methods to cool and trap atoms with laser light." وهو عضو مؤسس للجمعية الدولية للعلوم والدين.

## روابط خارجية
- ويليام فيليبس على موقع الموسوعة البريطانية (الإنجليزية)
- ويليام فيليبس على موقع مونزينجر (الألمانية)
- ويليام فيليبس على موقع إن إن دي بي (الإنجليزية)